# 1,6 millionklubben
1,6 millionklubben og 2,6 millionklubben er søsterorganisationer som arbejder for mere sundhedsrelateret forskning med fokus på kvinder.

## Historie
1,6 millionklubben blev grundlagt i 1998 af Alexandra Charles. Navnet kommer af det det antal kvinder over 45 år som fandtes i Sverige da foreningen blev grundlagt.
Søsterorganisationen 2,6 miljonerklubben for kvinder mellem 25 og 45 år dannedes i 2009.

## Eksterne links
- 1,6 millionerklubbens og 2,6 millionerklubbens danske hjemmeside Arkiveret 19. september 2016 hos  Wayback Machine